# Почётные граждане Рыбинска
Почётный гражданин города Рыбинска — почётное звание города Рыбинска.

## История
Впервые звание «Почётный гражданин Рыбинска» появилось ещё во времена Российской империи, но в 1917 году декретом советского правительства оно было упразднено.
В 1971 году Рыбинский городской Совет депутатов трудящихся возобновил звание.
В 2001—2004 годах звание называлось «Почётный гражданин Рыбинского муниципального округа».
В 2000-х годах по заказу рыбинской администрации существовал проект по изготовлению серии фильмов о Почётных гражданах Рыбинска «Напутствие».

## Описание
Согласно Уставу городского округа город Рыбинск Ярославской области и Положению о муниципальных поощрениях городского округа город Рыбинск звание «Почётный гражданин города Рыбинска» является высшей формой поощрения за выдающиеся заслуги граждан в деятельности, способствующей развитию города Рыбинска, повышению его авторитета в Ярославской области, Российской Федерации и за рубежом: особо выдающиеся личные заслуги в сфере общественной, государственной или муниципальной деятельности, профессиональные успехи, за значительные достижения в области науки, культуры, спорта, политической деятельности.
Звание присваивается решением муниципального совета городского округа город Рыбинск; единожды и пожизненно. Награждённым в торжественной обстановке вручается решение Муниципального Совета городского округа город Рыбинск; удостоверение; нагрудная лента (атласная синего цвета длиной 2 м, шириной 0,23 м с надписью золотыми буквами высотой шрифта 0,15 м «Почётный гражданин города Рыбинска»); знак «Почётный гражданин города Рыбинска» (овальной формы размером 40 на 35 мм; в центре герб Рыбинска размером 18 на 20 мм; по сторонам лавровые (слева) и дубовые (справа) листья, соединенные лазоревой лентой; в нижней части которой позолоченными выпуклыми буквами надпись: «Рыбинск»; сделан из серебра 925, чёрная, красная, голубая, зеленая эмали, золочение); единовременное денежное вознаграждение. Фотопортреты и биографии награждённых заносятся в Книгу Славы городского округа город Рыбинск, которая хранится в Рыбинском историко-архитектурном и художественном музее-заповеднике.
Право на ходатайство о присвоении звания принадлежит органам местного самоуправления; трудовым коллективам предприятий и организаций и общественным объединениям. Рассматривается оно комиссией, сформированной Главой городского округа город Рыбинск.
Удостоенные звания «Почётный гражданин города Рыбинска» могут участвовать в торжественных заседаниях органов городского самоуправления и общественности города, проводимых по случаю государственных и муниципальных праздников, юбилеев и других торжеств; имеют право первоочередного приёма должностными лицами Администрации городского округа город Рыбинск и Муниципального Совета городского округа город Рыбинск, право совещательного голоса при обсуждении проблем и принятии важнейших решений для жизни городского округа город Рыбинск.

## Награждённые
Дореволюционные
1. Расторгуев, Константин Иванович (1854—1939) — рыбинский городской голова с 1898 по 1917 год. При нём город получил телефонную сеть, общественный водопровод и электростанцию.
2. Карякин, Василий Александрович (1851—1913) — хлеботорговец, член III Государственной думы. На свои средства построил двухэтажное каменное здание с садом для городского четырёхклассного училища. В его честь было названо училище и улица, на которой оно стояло.
3. Журавлёв, Михаил Николаевич (1840—1917) — самый богатый человек в городе в начале XX века.
4. Унковский, Иван Семёнович (1822—1886) — адмирал, сенатор. В 1861—1877 годах Ярославский губернатор.

Современные
1. Батов, Павел Иванович (1897—1985) — видный военачальник Советской Армии, дважды Герой Советского Союза. Родился в Рыбинском уезде. Почётный гражданин Рыбинска с 1972 года.
2. Дерунов, Павел Фёдорович (1916—2001) — директор Завода № 36, ныне НПО «Сатурн» в Рыбинске с 1960 по 1986 год. Герой Социалистического Труда. В его честь также названа одна из площадей города.
3. Федосов, Николай Васильевич (1903—1978) — директор Рыбинского завода дорожных машин с 1948 года до 1960-х годов. Почётный гражданин Рыбинска с 1973 года.
4. Курочкин, Николай Иванович (1923—1975) — депутат Верховного совета СССР по Рыбинскому избирательному округу. Почётный гражданин Рыбинска с 1975 года.
5. Сурков, Алексей Александрович (1899—1983) — поэт, Герой Социалистического Труда (1969). Родился в Рыбинском уезде. В 1924—1926 годах был на комсомольской работе в Рыбинске. Часто посещал Рыбинск и в дальнейшем. Почётный гражданин Рыбинска с 1976 года.
6. Яковлев, Вадим Сергеевич (1924—1997) — председатель исполкома горсовета в 1963—1965 годах, первый секретарь горкома КПСС в 1965—1975 годах, начальник конструкторского бюро «Алгоритм» в 1975—1991 годах.
7. Осипов, Владимир Михайлович (1910—1991) — председатель горисполкома в 1954—1957 годах, директор Рыбинского завода пластмассовых изделий в 1960—1972 годах, директор Рыбинского музея-заповедника с 1972 года.
8. Герасимов, Анатолий Алексеевич (1922—2002) — директор Волжского машиностроительного завода в 1960—1990 годы. Герой Социалистического Труда. Почётный гражданин Рыбинска с 1977 года.
9. Иванов, Леонид Александрович — начальник специального конструкторского бюро на Рыбинском электротехническом заводе до 1990 года. Герой Социалистического Труда.
10. Барашков, Александр Васильевич (1931—2001) — слесарь сборочного цеха завода полиграфических машин с 1950 года, Герой Социалистического Труда, с 1974 года депутат Верховного Совета СССР.
11. Ошанин, Лев Иванович (1912—1996) — поэт-песенник. Почётный гражданин Рыбинска с 1984 года. В городе ему установлен памятник.
12. Соколов, Николай Александрович (1903—2000) — график и живописец, один из Кукрыниксов. Действительный член Академии художеств СССР, Народный художник РСФСР и СССР, Герой Социалистического Труда. Провёл в Рыбинске детство. Почётный гражданин Рыбинска с 1985 года.
13. Смирнов, Сергей Васильевич (1913—1993) — поэт. Провёл детство в Рыбинском районе.
14. Грачёв, Иван Егорович (1935 - 2007) — с 1957 года слесарь-сборщик Рыбинского производственного объединения моторостроения. Герой Социалистического Труда. Почётный гражданин Рыбинска с 1984 года.
15. Кашкин, Юрий Сергеевич (1921—1995) — с 1958 года руководил Рыбинской школой-интернатом № 2, которому впоследствии присвоено его имя. Народный учитель СССР.
16. Лаптев, Михаил Тимофеевич (1923 - 2004) — с 1952 года слесарь-сборщик на Рыбинском заводе приборостроения. Герой Социалистического Труда.
17. Уров, Анатолий Павлович (1930-2016) — председатель горисполкома в 1965—1979 годах, первый секретарь горкома КПСС в 1979—1985 годах. Почётный гражданин Рыбинска с 1985 года.
18. Колодников, Виктор Алексеевич (1926—2004) — председатель горисполкома в 1979—1986 годах. Почётный гражданин Рыбинска с 1986 года.
19. Коробков, Михаил Леонидович (1926—2000) — возглавлял Рыбинский отдел УКГБ СССР по Ярославской области в 1967—1987 годах. Почётный гражданин Рыбинска с 1987 года.
20. Марасинова, Людмила Михайловна (1936—2001) — просветитель, публицист, общественный деятель. Жила и работала в Рыбинске, с Рыбинским краем были связаны её проекты и программы. В честь неё названа городская гимназия № 8.
21. Шаповалов, Михаил Петрович (1924—2006) — с 1988 года возглавляет Совет ветеранов войны, труда, вооружённых сил и правоохранительных органов. Почётный гражданин Рыбинска с 1995 года.
22. Смирнов, Анатолий Васильевич (1919—2005) — участник Великой Отечественной войны, Герой Советского Союза. Работал в Рыбинске.
23. Скляренко, Лидия Григорьевна — врач, организатор здравоохранения в городе. Почётный гражданин Рыбинска с 1995 года.
24. Силин, Сергей Семёнович (1929-2005) — преподаватель, доцент, декан факультета, проректор по научной работе, ректор (1969—1987) Рыбинского авиационного технологического института. Почётный гражданин Рыбинского муниципального округа с 2001 года.
25. Шахов, Геннадий Филиппович (1937 - 2012) — тренер самбо. Работает в Рыбинске. Почётный гражданин Рыбинского муниципального округа с 2001 года.
26. Лисицын, Анатолий Иванович (род. 1947) — председатель горисполкома Рыбинска с 1990 по 1991 год, глава Ярославской области с 1991 по 2007 год, депутат Государственной Думы Российской Федерации 5-го созыва с 2007 года. Почётный гражданин Рыбинского муниципального округа с 2002 года.
27. Галкина, Вера Александровна (род. 1935) — с 1970 года главврач поликлиники № 2, с 1979 года главврач городской больницы № 2 им. Н. И. Пирогова; депутат Рыбинского городского и Ярославского областного советов депутатов трудящихся и Государственной думы Ярославской области (1996—2000). Почётный гражданин Рыбинского муниципального округа с 2002 года.
28. Окунев, Вячеслав Иванович (род. 1933) — с 1985 года директор Рыбинского завода дорожных машин (ныне АО «Раскат»). Почётный гражданин Рыбинского муниципального округа с 2002 года.
29. Смирнов, Леонид Васильевич (1933 - 2011) — директор предприятия «Рыбинская судоверфь», депутат областного совета депутатов трудящихся. Почётный гражданин Рыбинского муниципального округа с 2003 года.
30. Додонова, Зоя Ивановна (1933—2006) — учитель русского языка и литературы. Почётный гражданин Рыбинского муниципального округа с 2003 года.
31. Гусев, Виталий Осипович (1929—2004) — с 1966 года директор Рыбинского конструкторского бюро специального машиностроения, в 1971—1986 годах директор Рыбинского завода приборостроения. Почётный гражданин Рыбинского муниципального округа с 2004 года.
32. Понарский, Михаил Иосифович (род. 1938) — с мая 1970 по апрель 2004 года руководитель физической культуры и спорта в городе. Почётный гражданин города Рыбинска с 2007 года.
33. Рубцов, Валерий Александрович (1939 - 2020) — глава объединённой администрации города и района в 1994—2000 годах. Почётный гражданин города Рыбинска с 2008 года.[3]
34. Павлов, Адольф Константинович (1936-2012) — художественный руководитель оркестра народных инструментов им. П.И. Павлова, краевед и журналист
35. Поляков Виктор Анатольевич (род. 1953) – советский и российский инженер-авиастроитель, заместитель генерального директора — управляющий директор ПАО «ОДК-Сатурн» Объединённой двигателестроительной корпорации, Герой Труда Российской Федерации (2021). Почетный гражданин города Рыбинска с 2013 года.
36. Герасимов Юрий Анатольевич (род. 1946) - генеральный директор ООО «Производственное предприятие «Полимерпласт», председатель Общественной палаты городского округа город Рыбинск. Почетный гражданин города Рыбинска с 2022 года.
37. Мышкарев Александр Владимирович - председатель Общественной организации лиц, пострадавших от радиационных катастроф «Союз-Чернобыль» г. Рыбинска Ярославской области.
38. Тырышкин Виктор Иванович - российский предприниматель и меценат, президент ООО «Корпорация ВИТ»[1], занимающейся жилищным строительством.